# Rallye Schweden 1977
Die 27. Rallye Schweden war der 2. Lauf zur Rallye-Weltmeisterschaft 1977. Sie fand vom 11. bis zum 13. Februar in der Region von Karlstad statt.

## Klassifikationen

### Endergebnis
| Rang | Fahrer            | Co-Pilot           | Auto                 | Zeit (Std./Min./Sek.) | Rückstand Sieger (Min./Sek.) Rückstand V (Min./Sek.) |
| ---- | ----------------- | ------------------ | -------------------- | --------------------- | ---------------------------------------------------- |
| 1    | Stig Blomqvist    | Hans Sylvan        | Saab 99 EMS          | 8:02:17               | 00:00                                                |
| 2    | Bror Danielsson   | Ulf Sundberg       | Opel Kadett GT/E     | 8:08:19               | 06:02                                                |
| 3    | Anders Kulläng    | Bruno Berglund     | Opel Kadett GT/E     | 8:08:32               | 06:15 00:13                                          |
| 4    | Simo Lampinen     | Sölve Andreasson   | Fiat 131 Abarth      | 8:13:15               | 10:58 04:43                                          |
| 5    | Kyösti Hämäläinen | Juhani Korhonen    | Ford Escort RS2000   | 8:21:43               | 19:26 08:28                                          |
| 6    | Hans Avelin       | Ragnar Spjuth      | Opel Ascona          | 8:30:26               | 28:09 08:43                                          |
| 7    | Leif Asterhag     | Claes Billstam     | Toyota Celica 2000GT | 8:34:49               | 32:32 04:23                                          |
| 8    | Sven-Inge Neby    | Gunnar Hendriksson | Volvo 142            | 8:36:14               | 33:57 01:25                                          |
| 9    | Ola Strömberg     | Per Carlsson       | Saab 96 V4           | 8:40:00               | 37:43 03:46                                          |
| 10   | Per Engseth       | Asbjørn Fløene     | Lada 1500            | 8:40:13               | 37:56 00:13                                          |

Insgesamt wurden 37 von 90 gemeldeten Fahrzeuge klassiert:

### Herstellerwertung
| Pos. | Team   | Punkte |
| ---- | ------ | ------ |
| 1    | Fiat   | 30     |
| 2    | Opel   | 26     |
| 3    | Lancia | 18     |
| 4    | Saab   | 18     |
| 5    | Seat   | 14     |

Die Fahrer-Weltmeisterschaft wurde erst ab 1979 ausgeschrieben.